# Philothamnus
Philothamnus is een geslacht van slangen uit de familie toornslangachtigen (Colubridae) en de onderfamilie Colubrinae.

## Naam en indeling
De wetenschappelijke naam van de groep werd voor het eerst voorgesteld door Andrew Smith in 1840.
Er zijn 21 soorten, een aantal soorten werd eerder tot andere geslachten gerekend, zoals Ahaetulla en het niet langer erkende Chlorophis.

## Uiterlijke kenmerken
De verschillende soorten bereiken een middelgrote lichaamslengte en zijn meestal groen van kleur; in de Engelse taal worden ze 'green snakes' genoemd. Het lichaam is slank, de kop is duidelijk afgesnoerd van het lichaam en draagt relatief grote ogen. Sommige soorten bereiken een lichaamslengte tot een meter maar de meeste soorten blijven aanmerkelijk kleiner. De staart is relatief lang. De kop draagt geen giftanden maar het speeksel staat bekend als giftig voor prooidieren. Voor mensen is het gif ongevaarlijk.
Op het midden van het lichaam zijn vijftien lengterijen schubben aanwezig, die bij sommige soorten kleine kieltjes dragen en een ruw uiterlijk hebben. Het aantal buikschubben varieert van 140 tot 204. De schubben aan de onderzijde van de staart zijn gepaard en het aantal rijen loopt uiteen van 73 tot 166, de anaalschub is gespleten.

## Levenswijze
Alle soorten zij overdag actief en jagen zowel in planten als in het water op prooien. Deze bestaan uit insecten, kikkers, vissen, hagedissen zoals kameleons en gekko's en vogels.
Bij verstoring wordt de huid van de keel vol lucht geblazen om de kop groter te doen lijken en de slangen zullen fel van zich af bijten. Omdat ze lijken op giftige soorten zoals de boomslang of de groene mamba worden ze vaak onterecht gedood.
De vrouwtjes zetten eieren af op de bodem, dit zijn er maximaal zestien per legsel. Als de juvenielen uit het ei kruipen zijn ze afhankelijk van de soort al vijftien tot dertig centimeter lang.

## Verspreiding en habitat
Alle soorten komen voor in delen van Afrika, ten zuiden van de Sahara. De slangen leven in de landen Guinee-Bissau, Kenia, Tanzania, Centraal-Afrikaanse Republiek, Oeganda, Congo-Kinshasa, Congo-Brazzaville, Gabon, Togo, Liberia, Ivoorkust, Ghana, Nigeria, Angola, Equatoriaal-Guinea, Rwanda, Burundi, Sierra Leone, Soedan, Kameroen, Benin, Zambia, Guinee, Malawi, Zuid-Afrika, Swaziland, Botswana, Namibië, Ethiopië, Tsjaad, Mali, Senegal, Burkina Faso, Zanzibar, Gambia, Mozambique en Eritrea.
De habitat bestaat uit zowel drogere als meer vochtige tropische en subtropische bossen, scrubland, drasland,savannen en graslanden.

## Beschermingsstatus
Door de internationale natuurbeschermingsorganisatie IUCN is aan twee soorten een beschermingsstatus toegewezen. Beide soorten worden beschouwd als 'veilig' (Least Concern of LC).

## Soorten
Het geslacht omvat de volgende soorten, met de auteur en het verspreidingsgebied.
| Naam                         | Auteur                    | Verspreidingsgebied |
| ---------------------------- | ------------------------- | --- |
| Philothamnus angolensis      | Bocage, 1882              | Namibië, Botswana, Zimbabwe, Mozambique, Angola, Congo-Kinshasa, Congo-Brazzaville, Kameroen, Centraal-Afrikaanse Republiek, Soedan, Tanzania, Zambia |
| Philothamnus battersbyi      | Loveridge, 1951           | Oeganda, Kameroen, Soedan, Ethiopië, Somalië, Oeganda, Kenia, Tanzania |
| Philothamnus bequaerti       | Schmidt, 1923             | Centraal-Afrikaanse Republiek, Kameroen, Oeganda, Soedan, Ethiopië, Congo-Kinshasa |
| Philothamnus carinatus       | Andersson, 1901           | Guinee-Bissau, Kenia, Tanzania, Centraal-Afrikaanse Republiek, Oeganda, Congo-Kinshasa, Congo-Brazzaville, Gabon, Togo, Liberia, Ivoorkust, Ghana, Nigeria, Angola |
| Philothamnus dorsalis        | Bocage, 1866              | Angola, Congo-Kinshasa, Congo-Brazzaville, Gabon, Kameroen |
| Philothamnus girardi         | Bocage, 1893              | Equatoriaal-Guinea, mogelijk in Congo-Brazzaville |
| Philothamnus heterodermus    | Hallowell, 1857           | Angola, Gabon, Congo-Kinshasa, Congo-Brazzaville, Kameroen, Nigeria, Togo, Ghana, Ivoorkust, Benin, Liberia, Sierra Leone, Guinee, Guinee-Bissau, Oeganda, Kenia, Equatoriaal-Guinea, Rwanda, Burundi, Centraal-Afrikaanse Republiek, Tanzania |
| Philothamnus heterolepidotus | Günther, 1863             | Sierra Leone, Soedan, Oeganda, Ethiopië, Kenia, Tanzania, Mozambique, Angola, Congo-Kinshasa, Congo-Brazzaville, Rwanda, Burundi, Kameroen, Nigeria, Benin, Centraal-Afrikaanse Republiek, Zambia, Ghana, Guinee, Ivoorkust |
| Philothamnus hoplogaster     | Günther, 1863             | Zimbabwe, Mozambique, Tanzania, Kenia, Malawi, Congo-Kinshasa, Rwanda, Burundi, Zambia, Zuid-Afrika, Swaziland, Botswana, Namibië, Angola |
| Philothamnus hughesi         | Trape & Roux-Estève, 1990 | Congo-Kinshasa, Congo-Brazzaville, Kameroen, Gabon, Centraal-Afrikaanse Republiek, Oeganda |
| Philothamnus irregularis     | Leach, 1819               | Soedan, Ethiopië, Tsjaad, Niger, Mali, Senegal, Centraal-Afrikaanse Republiek, Kameroen, Nigeria, Zuid-Afrika, Congo-Kinshasa, Gambia, Ivoorkust, Ghana, Guinee-Bissau, Burkina Faso, Togo, Benin, Sierra Leone, Liberia |
| Philothamnus macrops         | Boulenger, 1895           | Tanzania, Zanzibar, Mozambique |
| Philothamnus natalensis      | Smith, 1848               | Zuid-Afrika, Swaziland, Mozambique, Zimbabwe |
| Philothamnus nitidus         | Günther, 1863             | Centraal-Afrikaanse Republiek, Kameroen, Ivoorkust, Congo-Kinshasa, Congo-Brazzaville, Gabon, Liberia, Togo, Benin, Sierra Leone, Ghana, Nigeria |
| Philothamnus occidentalis    | Broadley, 1966            | Zuid-Afrika, Swaziland |
| Philothamnus ornatus         | Bocage, 1872              | Zimbabwe, Botswana, Angola, Zambia, Congo-Kinshasa, Kameroen, Tanzania, Namibië, |
| Philothamnus pobeguini       | Chabanaud, 1916           | Guinee |
| Philothamnus punctatus       | Peters, 1867              | Mozambique, Tanzania, Kenia, Somalië, Ethiopië, Malawi |
| Philothamnus ruandae         | Loveridge, 1951           | Rwanda, Congo-Brazzaville, Oeganda |
| Philothamnus semivariegatus  | Smith, 1840               | Namibië, Botswana, Zimbabwe, Zuid-Afrika, Swaziland, Mozambique, Zambia, Congo-Kinshasa, Congo-Brazzaville, Equatoriaal-Guinea, Kameroen, Centraal-Afrikaanse Republiek, Tsjaad, Soedan, Nigeria, Benin, Togo, Ghana, Ivoorkust, Liberia, Guinee, Mali, Senegal, Ethiopië, Eritrea, Somalië, Kenia, Angola, Gambia, Tanzania, Burkina Faso, Sierra Leone |
| Philothamnus thomensis       | Bocage, 1882              | Sao Tomé en Principe |